# 黑帶黃魴鮄
黑帶黃魴鮄，為輻鰭魚綱鮋形目牛尾魚亞目黃魴鮄科的其中一種，分布於西太平洋的日本南部及菲律賓海域，棲息深度521-538公尺，體長可達22公分，為深海底棲性魚類，屬肉食性。

## 擴展閱讀
維基物種上的相關：黑帶黃魴鮄